# 毘伽可汗
毘伽可汗（呉音：びがかがん、漢音：ひきゃかがん、拼音：Pígā kĕhàn、683年 - 734年）は、東突厥第二可汗国期の可汗。阿史那骨咄禄の長男。姓は阿史那氏、名は默棘連（ぼくきょくれん）という。可汗号である毘伽可汗はビルゲ・カガン（古テュルク語:   - Bilgä qaγan）の漢字表記名。

## 生涯
阿史那骨咄禄の子として生まれる。
阿史那骨咄禄が天授（690年 - 692年）の初めに病死すると、その子の默棘連はまだ幼かったので、弟の阿史那默啜が代わって可汗位に就いた。
開元4年（716年）6月、阿史那默啜が九姓（トクズ・オグズ）の抜曳固（抜野古、バイルク）部に殺されると、小殺（しょうシャド：官名）であった默棘連は後を継いで大可汗となり、毘伽可汗（ビルゲ・カガン）と号した。この即位に際して、毘伽可汗の弟である闕特勤（キュル・テギン：官名）は旧部を糾合し、阿史那默啜の子の小可汗及び諸弟を殺すなどして、毘伽可汗の即位に重要な役割を果たした。このとき毘伽可汗は闕特勤に位を譲ろうとしたが、闕特勤が固辞したため、彼を左賢王に封じ、東突厥軍の兵馬を統帥させることにした。また、默啜時の衙官であった暾欲谷（トニュクク）を任用し、彼の娘である婆匐を可敦（カトゥン：皇后）とした。
ある時、降戸の阿悉爛らが帰順してきたので、毘伽可汗は唐の北辺を侵そうとした。しかし、暾欲谷が「今はその時ではありません」と毘伽可汗を諫めた。また、毘伽可汗が城壁の修復と、仏教・道教の寺院の建築を提案した時も、暾欲谷は「遊牧民がすることではありません」と諫めた。このようにして暾欲谷は毘伽可汗政権のブレーン的存在となり、毘伽可汗もまた彼の献策に従った。
開元8年（720年）9月、暾欲谷は甘州・涼州を寇し、涼州都督の楊敬述を敗走させ、契苾部落を掠めて帰った。11月、突厥は涼州を寇し、人を殺して羊馬数万計を掠めて去った。開元9年（721年）秋、これに対し唐は抜悉蜜（バシュミル）・奚・契丹の兵を発し、東突厥へ進軍し、毘伽可汗を捕えようとした。
開元14年（726年）11月、東突厥は遣使を送って唐に入朝した。
開元15年（727年）9月、毘伽可汗は大臣の梅録啜（ブイルク・チュル）を唐へ入朝させた。閏月、突騎施（テュルギシュ）の蘇禄と吐蕃の賛普は安西を包囲し、副大都護の趙頤貞はこれを撃って敗走させる。
開元22年（734年）、毘伽可汗は大臣の梅録啜に毒を盛られるが、すぐには死ななかったので、梅録啜を斬り、その一味を滅ぼしたうえで死んだ。国人は毘伽可汗の子を立てて伊然可汗（イネル・カガン）とした。

## 妻子
可賀敦（カガトゥン：皇后）
- 骨咄禄婆匐可敦…暾欲谷の娘

子
- 伊然可汗
- 登利可汗

娘
- 大洛公主

## 毘伽可汗の碑文
毘伽可汗の死後、彼の甥であるヨルリグ・テギンによってオルホン河畔のホショ・ツァイダムに碑文が建てられた。これを『ビルゲ・カガン碑文』といい、その発見地から『ホショ・ツァイダム碑文』・『オルホン碑文』とも呼ばれる。

## 参考資料
- 『旧唐書』（本紀第八、列伝第一百四十四上 突厥上）
- 『新唐書』（列伝一百四十上 突厥上、列伝第一百四十下 突厥下）
- 佐口透・山田信夫・護雅夫訳注『騎馬民族誌２正史北狄伝』（1972年、平凡社）